# Luciano Vincenzoni
Luciano Vincenzoni, (Treviso, 7 de març de 1926 – Roma, 22 de setembre de 2013) va ser un guionista italià i un dels més benvolguts escriptors de pel·lícules en Itàlia, on se'l coneixia com "El metge dels guions". Va escriure més de 65 pel·lícules entre 1954 i 2000.

## Biografia
Vincenzoni va néixer a Treviso. Després d'estudiar Dret en Roma i Pàdua, va començar a escriure per al cinema. Va debutar amb la pel·lícula Hanno rubato un tram de 1954, protagonitzada per Aldo Fabrizi. Entre els cinèfils amants del Western europeu és conegut per escriure els guions de dues pel·lícules de Sergio Leone, Per qualche dollaro in più de 1965 i El bo, el lleig i el dolent de 1966. Tanmateix, Luciano Vincenzoni també va escriure pel·lícules de bastant èxit per a Mario Monicelli, Pietro Germi o Giuseppe Tornatore, entre d'altres.
Luciano Vincenzoni també va participar en el negoci de la producció cinematogràfica i gràcies a les seves estretes relacions amb la gent de la "indústria del cinema", va poder vendre Per qualche dollaro in più al Vicepresident de la United Artists a Europa. Durant la negociació es trobava amb Sergio Leone i, tot seguit, va arribar a un acord sobre la pel·lícula El bo, el lleig i el dolent que, en aquell moment, era "només una vaga idea en la seva ment que procedia d'un dels seus primers treballs" La grande guerra de 1959 sobre dos soldados italianos de la Primera Guerra Mundial. El título de "El Bueno, el Feo y el Malo" también fue una idea suya creada en ese momento.

## Filmografia selecta
- I girovaghi
- Gli italiani sono matti
- La rivolta dei mercenari
- La vita agra
- La mort va a cavall[7]
- Malèna
- Signore e signori
- Sedotta e abbandonata
- Orca, la balena assassina (Orca) (1977)
- Abaixa el cap, maleït!
- Once Upon a Crime[8]
- Raw Deal[9]
- Il mercenario